# Халманов, Иосиф Васильевич
Ио́сиф Васи́льевич Халманов (23 марта 1906, село Гоньба ныне Научногородской поселковой администрации Ленинского района города Барнаул — 18 ноября 1970, город Барнаул) — участник Великой Отечественной войны, санитарный инструктор 364-го стрелкового полка 139-й стрелковой Рославльской Краснознамённой ордена Суворова дивизии 50-й армии 2-го Белорусского фронта, Герой Советского Союза (1945), старшина.

## Биография
Родился 23 февраля 1906 года в семье служащего. Русский. Окончил начальную школу. Работал в колхозе.
С 1928 по 1939 год в Красной Армии на действительной военной службе.
Возвратившись из армии работал в Барнаульской конно-транспортной артели.
В июне 1941 года вновь призван в ряды Красной Армии, с июля этого же года участвует в Великой Отечественной войне.
30 сентября 1941 года под городом Торжок, ныне Торжокского района Тверской области, получил осколочное ранение в левую руку.
13 ноября 1941 года под Вязьмой получил осколочное ранение в левое плечо.
29 декабря 1941 года под Калугой получил касательное осколочное ранение в голову.
Находился на излечении в госпитале. После выздоровления окончил курсы санитарных инструкторов.
С 19 по 31 марта 1943 года в ходе Ржевско-Вяземская наступательной операции во время боёв за деревни Ртинка, Каменка, Новоселки санинструктор 2-й стрелковой роты, 1-го стрелкового батальона 364-го стрелкового полка 139-й стрелковой дивизии красноармеец Халманов непосредственно на поле боя под огнём противника оказал первую медицинскую помощь и эвакуировал в батальонный медпункт 90 бойцов.
26 апреля 1943 года приказом по 364-му стрелковому полку № 01/н, Халманов награждён медалью «За боевые заслуги».
28 августа 1943 года, в ходе Ельнинско-Дорогобужской операции Халманов был контужен.
Член ВКП(б) с 1943 года.
24 июня 1944 года в районе деревни Городец Белорусской ССР (ныне Быховского район Могилёвской области), при наступлении, в первый день проведения операции «Багратион» санинструктор 3-й стрелковой роты 364-го стрелкового полка 139 стрелковой дивизии старшина Халманов вынес с поля боя 19 раненных солдат и одного офицера с их оружием, а также на поле боя оказал первую медицинскую помощь 15-ти раненым воинам, за что приказом по 139-й стрелковой дивизии № 019/н от 29.06.1944 года был награждён орденом Красной звезды.
27 июня 1944 года санинструктор 1-го стрелкового батальона 364-го стрелкового полка 139-й стрелковой дивизии 50-й армии 2-го Белорусского фронта старшина медицинской службы Xалманов в составе группы из шести бойцов под сильным огнём противника на подручных средствах преодолел реку Днепр в районе деревни Буйничи Могилёвского района Могилёвской области и захватил плацдарм на правом берегу. Группа захвата отбила все контратаки противника и способствовала форсированию водной преграды подразделениями полка. При штурме деревни Буйничи на правом берегу Днепра отважный санинструктор первым водрузил красный флаг на одном из занятых домов, чем вызвал панику в рядах гитлеровцев. 2 июля 1943 года командиром 364-го стрелкового полка подполковником Петровым старшина Халманов был представлен к присвоению звания Героя Советского Союза.
15 июля 1944 года в наступательном бою у деревни Ковшево санинструктор 3-й стрелковой роты 364-го стрелкового полка 139-й стрелковой дивизии старшина Халманов под сильным огнём противника оказал необходимую медпомощь и вынес с поля боя 8 тяжело раненых солдат и офицеров с их личным оружием. Во время нахождения роты в окружении участвовал в отражении вражеских контратак, уничтожив при этом 9 немецких солдат, за что приказом по войскам 49-й армии № 695 от 09.09.1944 года был награждён орденом Отечественной войны II степени.
19 августа 1944 года Халманов был вторично контужен.
С 19 по 20 января 1945 года в ходе Восточно-Прусской операции в наступательных боях в районе Бараново, ныне Остроленкского повята, Мазовецкого воеводства Польши, командир отделения носильщиков санитарной роты 364-го стрелкового полка 139-й стрелковой дивизии старшина Халманов вместе со своим отделением вынес с поля боя 85 раненых солдат и офицеров с их оружием, из которых 25 вынес лично.
17 февраля 1945 года приказом по войскам 70-го стрелкового корпуса № 07/н, подписанного его командиром генерал-лейтенантом Терентьевым, старшина Халманов награждён орденом Отечественной войны I степени.
24 марта 1945 года Указом Президиума Верховного Совета СССР за образцовое выполнение боевых заданий командования на фронте борьбы с немецко-фашистскими захватчиками и проявленные при этом мужество и героизм старшине медицинской службы Халманову Иосифу Васильевичу присвоено звание Героя Советского Союза с вручением ордена Ленина и медали «Золотая Звезда».
Всего за время войны старшина медицинской службы Халманов вынес с поля боя 190 раненых бойцов и командиров. На его боевом счету — 18 уничтоженных солдат противника.
После войны старшина Халманов демобилизован. Жил и работал в городе Барнауле.
В 1966 году вышел на пенсию по возрасту.
Скончался 18 ноября 1970 года. Похоронен в Барнауле на Власихинском кладбище.

## Награды
- Медаль «Золотая Звезда» № 5422 Героя Советского Союза (24.03.1945);
- орден Ленина (24.03.1945);
- орден Отечественной войны I степени (17.02.1945);
- орден Отечественной войны II степени (09.09.1944);
- орден Красной звезды (29.06.1944);
- медали СССР:
  - «За боевые заслуги» (26.04.1943);
  - «В ознаменование 100-летия со дня рождения Владимира Ильича Ленина»;
  - «За Победу над Германией в Великой Отечественной войне 1941—1945 гг.»;
  - «Двадцать лет Победы в Великой Отечественной войне 1941—1945 гг.»;
  - «50 лет Вооружённых Сил СССР».

## Память
- Имя Героя высечено золотыми буквами в зале Славы Центрального музея Великой Отечественной войны в Парке Победы города Москва.